# Paraphiochaeta exorbitans
Paraphiochaeta exorbitans är en tvåvingeart som beskrevs av Borgmeier 1961. Paraphiochaeta exorbitans ingår i släktet Paraphiochaeta och familjen puckelflugor.
Artens utbredningsområde är Peru. Inga underarter finns listade i Catalogue of Life.